# Passage à l'âge adulte
 (septembre 2022).
La mise en forme du texte ne suit pas les recommandations de Wikipédia : il faut le « wikifier ».
Les points d'amélioration suivants sont les cas les plus fréquents. Le détail des points à revoir est peut-être précisé sur la page de discussion.
- Les titres sont pré-formatés par le logiciel. Ils ne sont ni en capitales, ni en gras.
- Le texte ne doit pas être écrit en capitales (les noms de famille non plus), ni en gras, ni en italique, ni en « petit »…
- Le gras n'est utilisé que pour surligner le titre de l'article dans l'introduction, une seule fois.
- L'italique est rarement utilisé : mots en langue étrangère, titres d'œuvres, noms de bateaux, etc.
- Les citations ne sont pas en italique mais en corps de texte normal. Elles sont entourées par des guillemets français : « et ».
- Les listes à puces sont à éviter, des paragraphes rédigés étant largement préférés. Les tableaux sont à réserver à la présentation de données structurées (résultats, etc.).
- Les appels de note de bas de page (petits chiffres en exposant, introduits par l'outil «  Source ») sont à placer entre la fin de phrase et le point final[comme ça].
- Les liens internes (vers d'autres articles de Wikipédia) sont à choisir avec parcimonie. Créez des liens vers des articles approfondissant le sujet. Les termes génériques sans rapport avec le sujet sont à éviter, ainsi que les répétitions de liens vers un même terme.
- Les liens externes sont à placer uniquement dans une section « Liens externes », à la fin de l'article. Ces liens sont à choisir avec parcimonie suivant les règles définies. Si un lien sert de source à l'article, son insertion dans le texte est à faire par les notes de bas de page.
- La présentation des références doit suivre les conventions bibliographiques. Il est recommandé d'utiliser les modèles {{Ouvrage}}, {{Chapitre}}, {{Article}}, {{Lien web}} et/ou {{Bibliographie}}. Le mode d'édition visuel peut mettre en forme automatiquement les références.
- Insérer une infobox (cadre d'informations à droite) n'est pas obligatoire pour parachever la mise en page.

Pour une aide détaillée, merci de consulter Aide:Wikification.
Si vous pensez que ces points ont été résolus, vous pouvez retirer ce bandeau et améliorer la mise en forme d'un autre article.

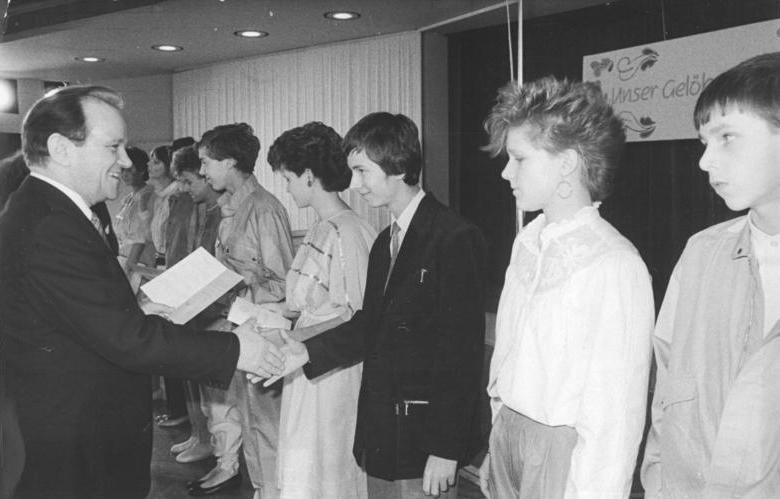
Jugendweihe (Allemagne de l'Est)

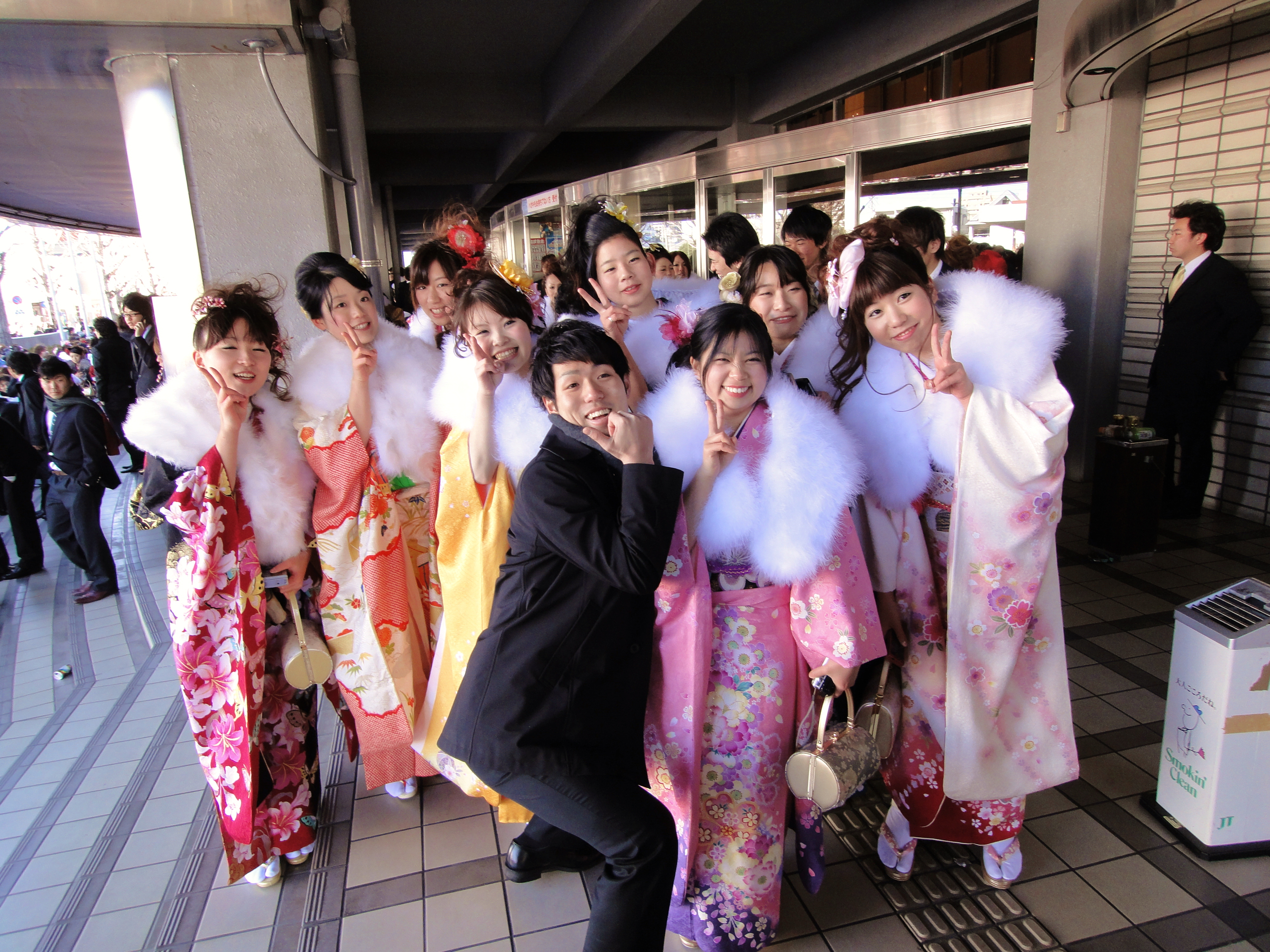
Jour de passage à l'âge adulte (Japon)

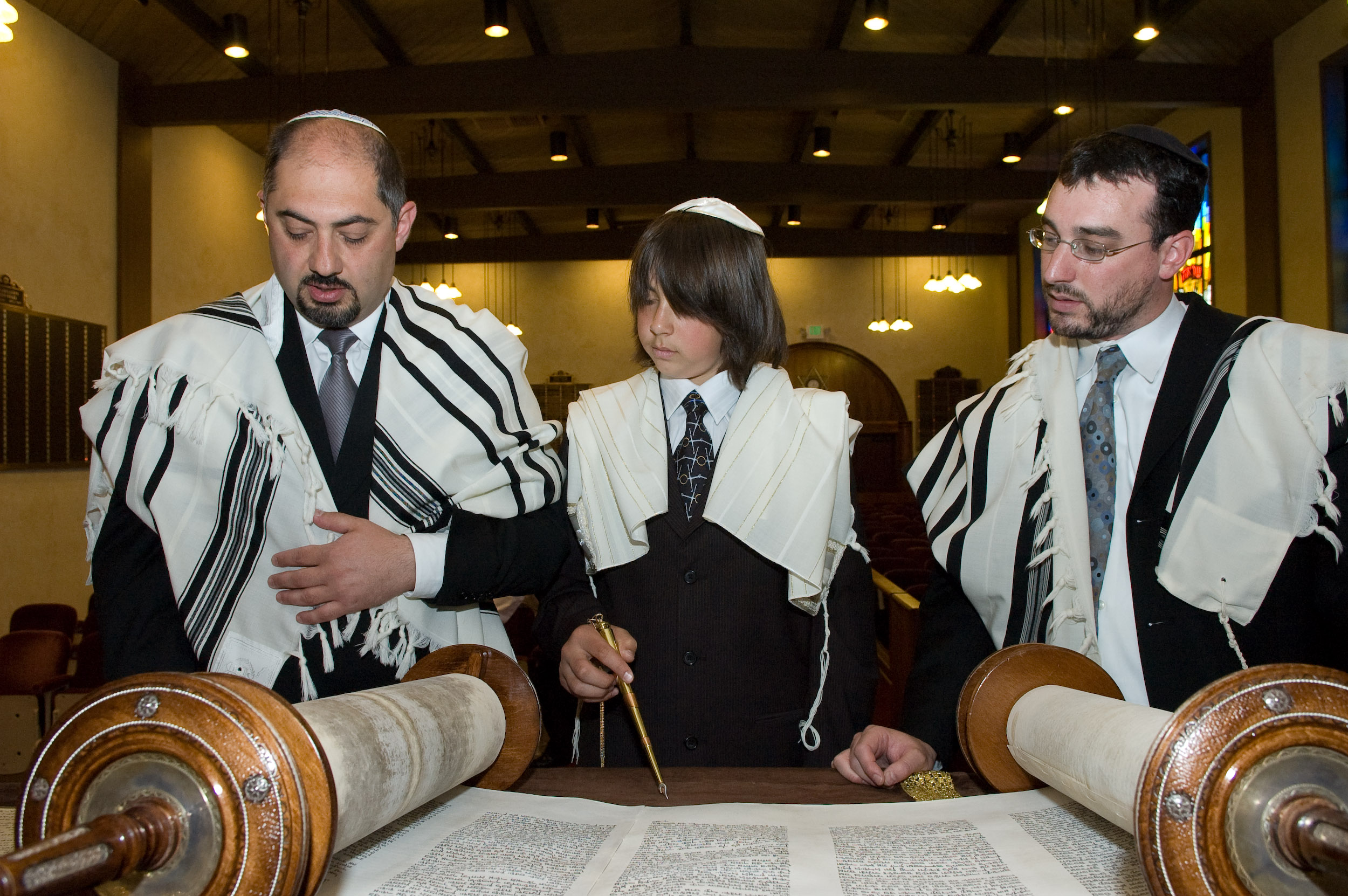
Bar-mitsvah (Judaïsme)

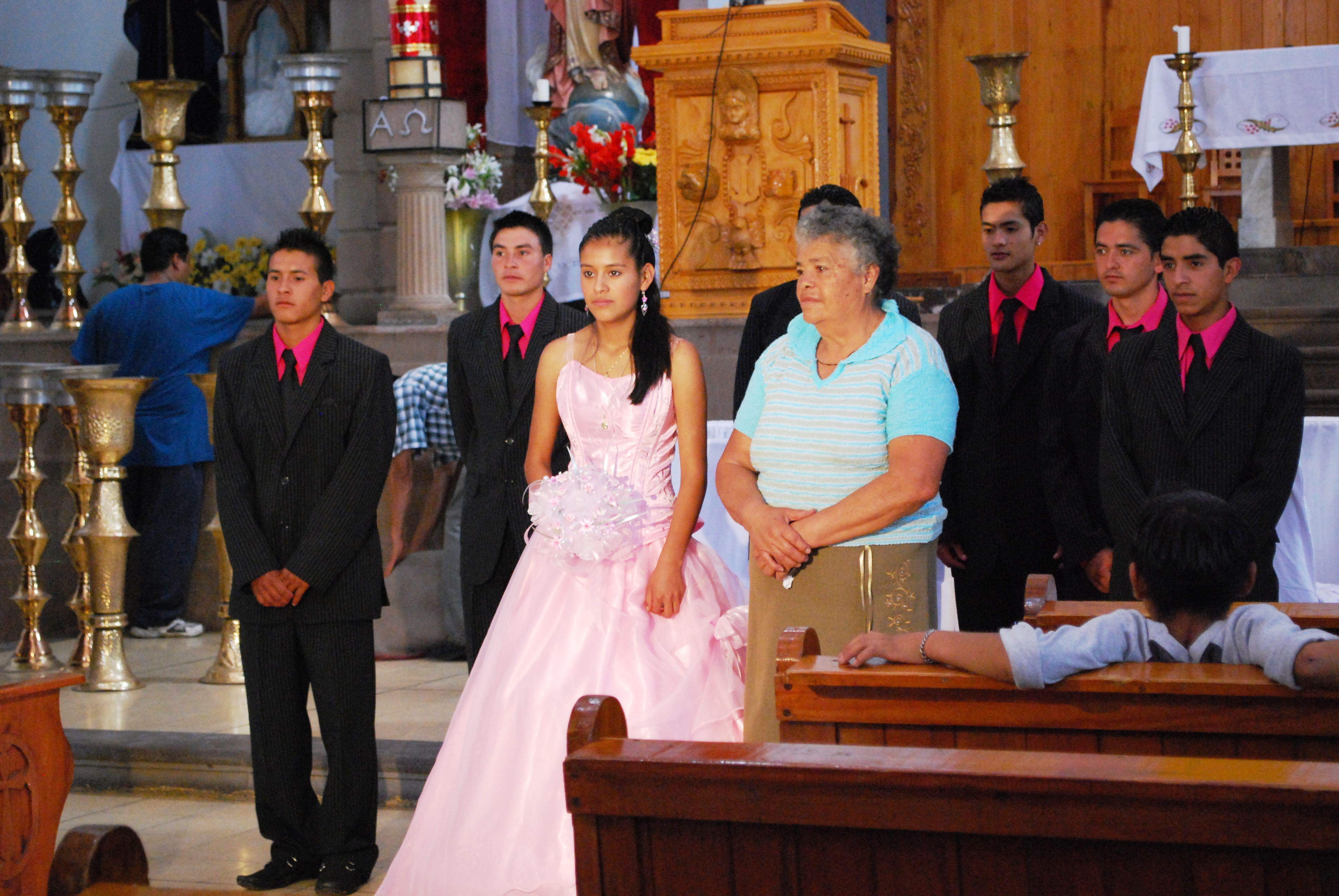
Quinceañera (Amérique latine)

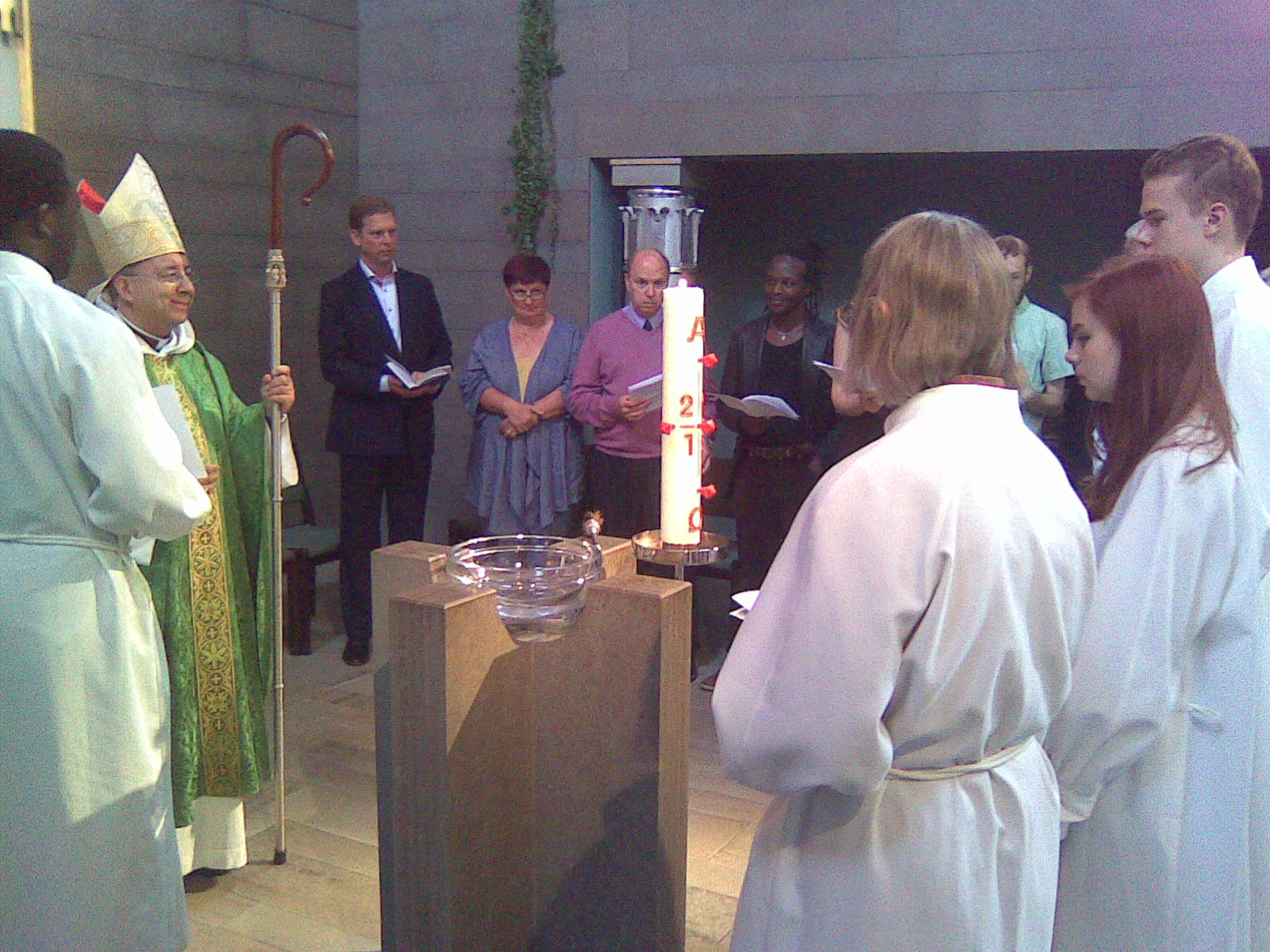
Confirmation anglicane à Helsinki

Le passage à l'âge adulte est la transition d'une jeune personne de l'enfance à l'âge adulte. Il se poursuit pendant l'adolescence. L'âge spécifique auquel cette transition a lieu varie selon les sociétés, tout comme la nature du changement. Il peut s'agir d'une simple convention juridique ou faire partie d'un rituel ou d'un événement spirituel, comme le pratiquent de nombreuses sociétés. Dans le passé, et dans certaines sociétés aujourd'hui, ce changement est associé à l'âge de la maturité sexuelle (puberté), en particulier la ménarche et la spermarche. Dans d'autres, il est associé à un âge de responsabilité religieuse. Dans les sociétés occidentales en particulier, les conventions juridiques modernes qui stipulent des moments à la fin de l'adolescence ou au début de l'âge adulte (le plus souvent 18-21 ans, âge auquel les adolescents ne sont généralement plus considérés comme des mineurs et se voient accorder tous les droits et responsabilités d'un adulte) sont au centre de la transition. Dans tous les cas, de nombreuses cultures organisent des cérémonies pour confirmer le passage à l'âge adulte, et les récits initiatiques constituent un sous-genre bien établi dans la littérature (roman d'apprentissage), le cinéma (teen movie) et même la bande dessinée.

## Religieux

### Bahaïsme
L'âge de 15 ans, " l'âge de la maturité ", comme l'appelle la  foi bahá’íe, est le moment où un enfant est considéré comme spirituellement mature. Les Bahá'ís déclarés qui ont atteint l'âge de la maturité doivent commencer à observer certaines lois bahá'íes, comme la prière et le jeûne obligatoires.

### Bouddhisme
Les garçons Theravāda, généralement âgés d'un peu moins de 20 ans, subissent une cérémonie Shinbyu, au cours de laquelle ils sont initiés au Temple en tant que moines novices (Shramanera). Ils restent généralement au monastère entre 3 jours et 3 ans, le plus souvent pour une "retraite de la saison des pluies" (Vassa) de 3 mois, qui a lieu chaque année de fin juillet à début octobre. Pendant cette période, les garçons font l'expérience des rigueurs d'un mode de vie monastique bouddhiste orthodoxe - un mode de vie qui implique le célibat, la pauvreté volontaire formelle, la non-violence absolue et le jeûne quotidien entre midi et le lever du soleil du jour suivant.
Selon la durée de leur séjour, les garçons apprendront divers chants et récitations dans la langue canonique (Pali) - généralement les discours (Sutras) et les versets (Gathas) les plus célèbres du Bouddha - ainsi que l'éthique bouddhiste et la discipline monastique supérieure (Vinaya). S'ils restent assez longtemps et que les conditions le permettent, ils peuvent être initiés aux pratiques méditatives (bhavana ou dhyana) qui sont au cœur du programme bouddhiste de développement personnel de la tranquillité alerte (Samadhi), de la sagesse (prajna) et des états mentaux divins (brahmavihara).
Après avoir mené une vie monastique novice pendant un certain temps, le garçon, maintenant considéré comme ayant atteint "l'âge adulte", reçoit soit l'ordination supérieure en tant que moine pleinement ordonné (un Bhikshu) ou bien il retourne (dans la plupart des cas) à la vie laïque. Dans les pays d'Asie du Sud-Est, où résident la plupart des pratiquants du bouddhisme Theravāda, les femmes refusent souvent d'épouser un homme qui n'a pas été ordonné temporairement comme Shramanera  de cette manière à un moment donné de sa vie. Les hommes qui ont accompli cette ordination de Shramanera  et sont retournés à la vie laïque sont considérés comme prêts pour la vie conjugale adulte et sont décrits en Thaï et en Khmer par des termes qui se traduisent approximativement par "cuit", "fini" ou "refroidi" en français, comme dans la préparation/consommation de repas. Ainsi, la formation monastique d'une personne est considérée comme l'ayant préparée correctement à ses devoirs familiaux, sociaux et civiques et/ou les passions et l'indiscipline du garçon sont considérées comme ayant suffisamment "refroidi" pour qu'il puisse être utile à une femme en tant qu'homme au sens plein.
Dans de nombreuses églises d'Occident Chrétien (celles issues de Rome après la Séparation des Églises d'Orient et d'Occident), une jeune personne peut recevoir sa confirmation, considérée comme un sacrement dans le Catholicisme, et comme un rite dans le Luthéranisme, l'Anglicanisme, le Méthodisme, l'Église catholique apostolique et la théologie réformée (Calvinisme) réformé. Les dénominations Catholique et Méthodiste enseignent que lors de la confirmation, le Saint-Esprit fortifie un individu baptisé pour son chemin spirituel. Généralement, un évêque ou un abbé impose ses mains sur le front de la jeune personne (généralement âgée de 12 à 15 ans) et lui appose le sceau du Saint-Esprit. Dans certaines dénominations chrétiennes, le confirmant (désormais adulte aux yeux de l'Église) prend le nom d'un Saint comme nom de confirmation.
Dans les dénominations chrétiennes qui pratiquent le Baptême du croyant (baptême par décision volontaire, par opposition au baptême dans la petite enfance), celui-ci est normalement effectué après l'âge de responsabilité, comme dans de nombreuses dénominations Anabaptistes, telles que les Mennonites. Certaines traditions refusent le rite de la Sainte Communion à ceux qui n'ont pas encore atteint l'âge de responsabilité, au motif que les enfants ne comprennent pas la signification du sacrement. Au XXe siècle, les enfants catholiques romains ont commencé à être admis à la communion quelques années avant la confirmation, avec un service annuel de Première communion - une pratique qui a été étendue à certains groupes protestants pédobaptistes, comme le Luthéranisme et l'Anglicanisme - mais depuis le IIe concile œcuménique du Vatican, le report de la confirmation à un âge plus avancé, par exemple au milieu de l'adolescence aux États-Unis, au début de l'adolescence en Irlande et en Grande-Bretagne, a été abandonné dans certaines régions en faveur du rétablissement de l'ordre traditionnel des trois sacrements d'initiation.
Dans certaines dénominations, la pleine appartenance à l'Église, si elle n'est pas accordée à la naissance, doit souvent attendre l'âge de responsabilité et n'est souvent accordée qu'après une période de préparation appelée catéchèse. Le temps de l'innocence, avant que l'on soit capable de comprendre véritablement les lois de Dieu et que Dieu considère l'individu comme innocent, est également considéré comme s'appliquant aux individus souffrant d'un handicap mental qui les empêche d'atteindre un jour le moment où ils seront capables de comprendre les lois de Dieu. Ces individus sont donc considérés, selon certains chrétiens, comme existant dans un état perpétuel d'innocence.

#### Catholicisme
En 1910, le pape Pie X a publié le décret Quam singulari, qui a modifié l'âge d'éligibilité pour recevoir le sacrement de la pénitence et de l'eucharistie pour "un moment où l'enfant commence à raisonner, c'est-à-dire vers la septième année, plus ou moins". Auparavant, les normes locales étaient d'au moins 10, 12 ou même 14 ans. Historiquement, le sacrement de confirmation a été administré aux jeunes ayant atteint "l'âge de discernement". Le catéchisme précise que la confirmation doit être reçue "au moment opportun", mais qu'en cas de danger de mort, elle peut être administrée aux enfants. Avec les sacrements du baptême et de l'eucharistie, le sacrement de confirmation complète les sacrements de l'initiation chrétienne, "car sans la confirmation et l'eucharistie, le baptême est certes valide et efficace, mais l'initiation chrétienne reste incomplète."
Dans les Églises catholiques orientales, les enfants reçoivent la confirmation et la communion immédiatement après le baptême. Dans le christianisme oriental, le prêtre baptisant confirme les enfants directement après le baptême.

#### L'Église de Jésus-Christ des Saints des Derniers Jours
L'Église de Jésus-Christ des Saints des Derniers Jours (Église LDS) fixe l'âge de la responsabilité et l'âge minimum du baptême à 8 ans. Toutes les personnes de moins de 8 ans sont considérées comme innocentes et non-responsables de leurs péchés. L'Église LDS considère que les personnes mentalement déficientes dont l'âge mental est inférieur à 8 ans sont dans un état perpétuel d'innocence, tandis que d'autres doctrines enseignent que personne n'est "sans péché", toutes deux croient que ceux qui ont un certain âge sont considérés comme innocents. (Note : D'autres dénominations chrétiennes croient que l'âge n'est pas fixé à 8 ans et ne peut être spécifié bibliquement).

### Confucianisme
Selon le grand historien, Zhou Gongdan ou le duc de Zhou a écrit le Rite de Zhou il y a environ 3 000 ans. Celui-ci documentait les cérémonies fondamentales de la Chine ancienne et le rite de passage à l'âge adulte y était inclus..Puis Confucius et ses étudiants ont écrit le Livre des Rites, qui présente et explique plus en détail les cérémonies importantes du confucianisme. Lorsqu'un homme atteint 20 ans, ses parents tiennent un Guan Li (également appelé la cérémonie de couronnement); si une fille atteint l'âge de 15 ans, elle reçoit un Ji Li (également la cérémonie de l'épingle à cheveux). Ces rites étaient considérés comme les représentants d'une personne mûre et préparée à se marier et à fonder une famille; par conséquent, ils étaient le commencement de tous les rites moraux. Les principales dates, participants et procédures peuvent différer selon les périodes historiques ou la géologie.
Au cours de ce rite de passage, le jeune reçoit son prénom social.

### Hindouisme
Dans l'hindouisme, le passage à l'âge adulte signifie généralement qu'un garçon ou une fille est suffisamment mature pour comprendre sa responsabilité envers la famille et la société. Certains castes dans l'Hindouisme ont également la cérémonie du fil sacré, appelée Upanayana pour les garçons Dvija (nés deux fois) qui marquent leur passage à l'âge adulte pour faire des cérémonies religieuses. Un rite de passage que les hommes doivent traverser est Bhrataman (ou Chudakarma) qui marque l'âge adulte.

### Ifá
Dans la foi traditionnelle Ifá du peuple Yoruba d'Afrique de l'Ouest et dans les nombreuses religions du Nouveau Monde auxquelles elle a donné naissance par la suite, les hommes et les femmes sont souvent initiés au service de l'un des centaines d'esprits subsidiaires qui servent l'Orisha Olodumare, le groupe conception du Dieu Tout- Puissant. Les liens mystiques qui sont forgés par le biais de ces initiations, qui se produisent généralement à la puberté, sont les conduits utilisés par les adhérents pour tenter d'atteindre ce qui peut être considéré comme l'équivalent de l' illumination bouddhiste au moyen d'une combinaison de méditations personnalisées. réincarnations et possessions spirituelles.

### Islam
Les enfants ne sont pas tenus d'accomplir des responsabilités religieuses obligatoires avant d'atteindre l'âge de la puberté, bien qu'ils soient encouragés à commencer à prier à l'âge de sept ans. Une fois qu'une personne commence la puberté, elle est tenue d'accomplir la salat et d'autres obligations de l'Islam.
Une fille est considérée comme une adulte lorsqu'elle commence à avoir ses règles, tandis qu'un garçon est considéré comme un adulte entre douze et quinze ans. La preuve en est la narration d'Ibn Umar qui dit: "L'Apôtre d'Allah m'a appelé pour me présenter devant lui à la veille de la bataille d'Uhud, alors que j'avais quatorze ans à ce moment-là et il ne m'a pas permis moi de prendre part à cette bataille mais il m'a appelé devant lui la veille de la bataille de la Tranchée quand j'avais quinze ans, et il m'a permis de rejoindre la bataille." (Rapporté par Bukhari et Muslim). Quand Umar Ibn Abdul Aziz a entendu ce hadith, il a fait de cet âge la preuve pour différencier une personne mature d'une personne immature.
Dans certaines cultures islamiques, la circoncision (khitan) peut être un rituel associé au passage à l'âge adulte pour les garçons, ayant lieu à la fin de l'enfance ou au début de l'adolescence.

### Judaïsme
Dans la foi juive, les garçons atteignent la maturité religieuse à l'âge de treize ans et deviennent  bar mitzvah ("bar mitzvah" signifie "fils du commandement" au sens propre et "soumis aux commandements" au sens figuré). Les filles mûrissent un an plus tôt et deviennent bat mitzvah ("bat mitzvah" signifie "fille du commandement") à douze ans. Les nouveaux hommes et femmes sont considérés comme des adultes et sont censés respecter les commandements et les lois juives. De plus, devant un tribunal religieux, ils sont adultes et peuvent se marier avec leur nouveau titre d'adulte. Néanmoins dans le Talmud; Pirkei Avot (5:25), Rabbi Yehuda ben Teime donne l'âge de 18 ans comme l'âge approprié pour se marier. À la fin de la bar ou de la bat mitzvah, le garçon ou la fille est inondé de bonbons, qui agissent comme de « douces bénédictions ». Outre la cérémonie proprement dite, il y a généralement une fête de bar ou de bat mitzvah.

#### Hassidisme
Dans diverses sectes Hassidiques, lorsque les garçons atteignent l'âge de 3 ans, ils ont une cérémonie d' upsherin (secte apparentée typique Brooklin-yiddish en yiddish Abshern, en allemand Abscheren, "Haare schneiden", franc. coupe de cheveux, lit. "égrener") cérémonie, lorsqu'ils reçoivent leur première coupe de cheveux. Jusque-là, leurs parents laissent pousser leurs cheveux longs, jusqu'à ce qu'ils subissent ce rite ésotérique. Les petites filles allument pour la première fois des bougies de Shabbat supplémentaires, après leurs mères, également à l'âge de 3 ans.

### Shintoïsme
Dans la foi Shinto, les garçons étaient emmenés au sanctuaire de leur divinité patronne vers l'âge de 12 à 14 ans. Ils reçevaient ensuite des vêtements pour adultes et une nouvelle coupe de cheveux. Cela s'appelait Genpuku[réf. nécessaire].

### Sikhisme
Dans le Sikhisme, lorsqu'on atteint l'âge de la maturité,[pas clair] Amrit est consommé lors d'une cérémonie appelée Amrit Sanchar.

## Culturel

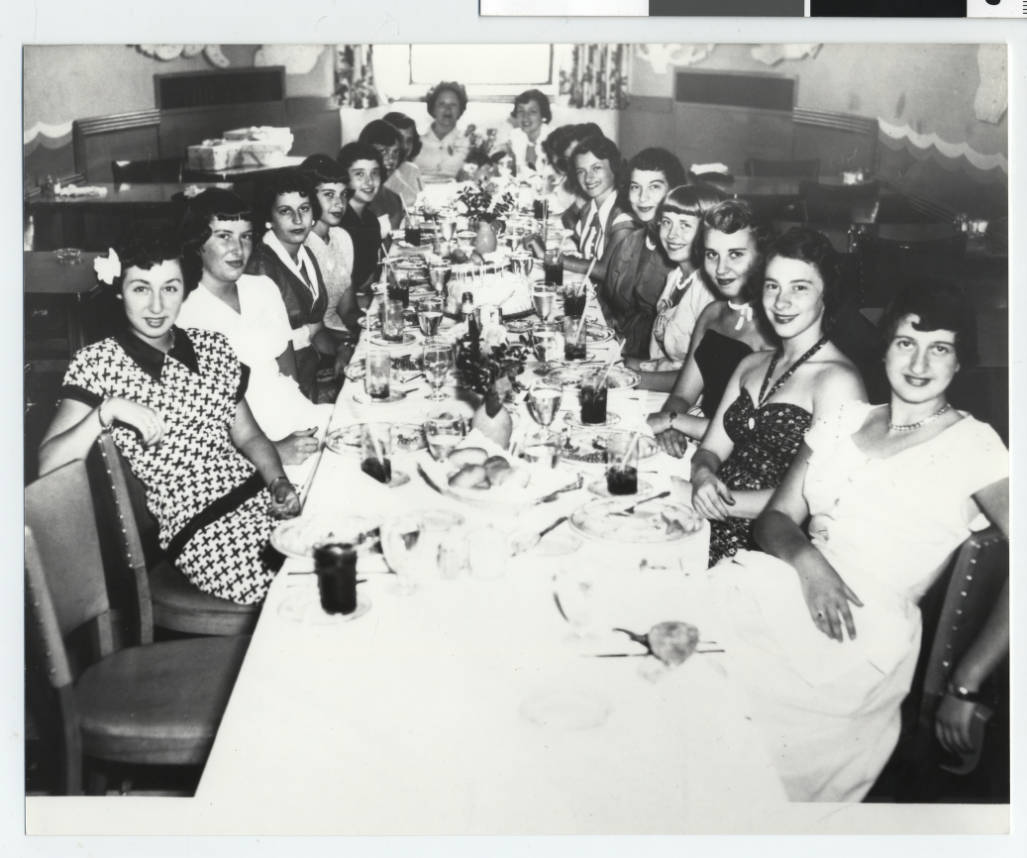
Fête de passage à l'âge adulte.

### Grèce Antique
Dans certains États de la Grèce antique, tels que Sparte et la Crète, les vieux devaient entrer dans une relation de mentorat avec un homme adulte, dans laquelle on leur enseignait des compétences relatives à la vie adulte, telles que la chasse, les arts martiaux et les beaux-arts.

### Rome Antique
Le rituel de la puberté pour le jeune homme romain impliquait de se raser la barbe et d'enlever sa bulla, une amulette portée pour marquer et protéger les jeunes mineurs, qu'il dédiait ensuite à ses dieux domestiques, les Lares Il prenait la toga virilis ("toge de la virilité"), était inscrit comme citoyen sur le recensement et s'apprêtait à commençait son service militaire. Traditionnellement, la cérémonie avait lieu lors de la Liberalia, la fête en l'honneur du dieu Liber, qui incarnait à la fois la liberté politique et sexuelle, mais d'autres dates pouvaient être choisies pour des raisons individuelles.
Rome n'avait pas les rituels élaborés pour la puberté féminine de la Grèce antique, et pour les filles, la cérémonie de mariage était en partie un rite de passage pour la mariée. Les jeunes filles qui arrivaient à l'âge adulte dédiaient leurs poupées à Artémis, la déesse la plus soucieuse de la virginité, ou à Aphrodite lorsqu'elles se préparaient au mariage Tous les adolescents en préparation rituelle au passage au statut d'adulte portaient la tunica recta, la « tunique droite », mais les filles tissaient la leur. Le vêtement s'appelait recta parce qu'il était tissé par tradition sur un type de métier à tisser vertical devenu archaïque dans les périodes ultérieures.
On s'attendait à ce que les filles romaines restent vierges jusqu'au mariage, mais les garçons étaient souvent initiés aux comportements hétérosexuels par une prostituée Plus le rang social d'une fille était élevé, plus tôt elle était susceptible de se fiancer et de se marier. L'âge général des fiançailles pour les femmes des classes supérieures était de quatorze ans, mais pour les patriciens elles avaient lieu dès douze ans. Les mariages, cependant, étaient souvent reportés jusqu'à ce que la fille soit considérée comme suffisamment mature. Les hommes reportaient généralement le mariage jusqu'à ce qu'ils aient servi dans l'armée pendant un certain temps et commençaient leur carrière politique, vers l'âge de 25 ans. Les hommes patriciens, cependant, pouvaient se marier beaucoup plus tôt; Jules César s'est marié pour la première fois à l'âge de 18 ans.
La veille du mariage, la mariée attachait ses cheveux avec un filet à cheveux jaune qu'elle avait tissé. Le confinement de ses cheveux signifie l'exploitation de sa sexualité dans le mariage. Son tissage de la tunica recta et du filet à cheveux démontrait son habileté et sa capacité à jouer le rôle traditionnel de la matrone en tant que custos domi, "gardienne de la maison" Le jour de son mariage, elle ceinturait sa tunique avec le cingulum, fabriqué à partir de la laine d'une brebis pour symboliser la fertilité, et noué avec le " nœud d'Hercule ", censé être difficile à dénouer. Le nœud symbolisait la chasteté de l'épouse, en ce sens qu'il ne devait être délié que par son mari, mais le cingulum symbolisait également que l'époux "était ceinturé et lié" à sa femme. Les cheveux de la mariée étaient rituellement coiffés en "six tresses" (seni crines), et elle était voilée jusqu'à ce qu'elle soit découverte par son mari à la fin de la cérémonie, un rituel consistant à lui rendre sa virginité.

### Anglo-Celte
Dans les cultures anglo-celtes (telles que l'Australie, la Nouvelle-Zélande, le Royaume-Uni et l'Irlande), lorsqu'une femme atteint l'âge de 16 ans, elle peut organiser une fête d'anniversaire "sweet sixteenth". Cependant, l'âge légal de la majorité est de 18 ans dans la plupart de ces pays. À 18 ans, on est légalement autorisé à voter, à acheter du tabac et de l'alcool, à se marier sans le consentement parental (bien qu'on puisse se marier à 16 ans en Écosse et en Nouvelle-Zélande) et à signer des contrats. Mais au début du XXe siècle, l'âge de la majorité légale était de 21 ans, même si l'âge du mariage était généralement inférieur. Même si l'âge de 21 ans n'a désormais que peu ou pas d'effets juridiques dans la plupart de ces pays, son ancien statut juridique en tant qu'âge de la majorité a fait en sorte qu'il continue d'être célébré.

#### Canada
Au Canada, une personne âgée de 16 ans et plus peut légalement conduire une voiture et travailler, mais n'est considérée comme un adulte qu'à 18 ans, comme aux États-Unis. Dans la plupart des provinces, l'âge légal pour acheter de l'alcool et des cigarettes est de 19 ans, sauf en Alberta, au Manitoba et au Québec où il est de 18 ans.

#### États-Unis
Aux États-Unis, les gens sont autorisés à conduire à 16 ans dans tous les États sauf le New Jersey, qui exige que les conducteurs aient 17 ans et plus, et reçoivent parfois la responsabilité de posséder leur propre voiture. Les gens peuvent conduire à 15 ans dans l'Idaho et le Montana. A 16 ans, les gens sont aussi légalement autorisés à donner du sang et à travailler dans la plupart des établissements. Malgré tout, ce n'est qu'à l'âge de 18 ans qu'une personne est légalement considérée comme un adulte et peut voter et s'engager dans l'armée. L'âge légal pour acheter et consommer de l'alcool, du tabac et de la marijuana à des fins récréatives, ce dernier n'étant légal que dans le district de Columbia, Colorado, Illinois, Oregon, Washington, Californie, Hawaï, Massachusetts, Nevada, Michigan, Virginie, Connecticut, Le Nouveau-Mexique, New York, l'Arizona, le Montana, le New Jersey, le Vermont, le Maine et l'Alaska est de 21 ans,. Plusieurs localités ont également relevé l'âge minimum d'achat indépendamment des lois de l'État.

### Humaniste
Dans certains pays, des organisations humanistes ou libres penseurs ont organisé des cours ou des camps pour adolescents non-religieux, dans lesquels ils peuvent étudier ou travailler sur des sujets éthiques, sociaux et personnels importants pour la vie adulte, suivis d'un rite de passage formel comparable à la confirmation chrétienne. Certaines de ces cérémonies sont même appelées "confirmations civiles". Le but de ces cérémonies est d'offrir un rituel festif à ces jeunes, qui ne croient à aucune religion, mais veulent néanmoins marquer leur passage de l'enfance à l'âge adulte.

### Indonésie
À Bali, la cérémonie de passage à l'âge adulte est censée avoir lieu après les premières menstruations d'une fille ou la mue de la voix d'un garçon. Cependant, en raison des dépenses, il est souvent reporté à plus tard. Les canines supérieures sont légèrement limées pour symboliser l'effacement de la nature "sauvage" de l'individu. Pendant son séjour sur l'île de Nias, un jeune homme doit sauter par-dessus une pierre (normalement d'environ 1 ou 2 mètres) dans le cadre de la cérémonie de passage à l'âge adulte.

### Japon
Depuis 1948, l'âge de la majorité au Japon est de 20 ans ; les personnes de moins de 20 ans ne sont pas autorisées à fumer ou à boire. Jusqu'en juin 2016, les personnes de moins de 20 ans n'étaient pas autorisées à voter Le gouvernement du Japon a abaissé l'âge de la majorité à 18 ans, ce qui est entré en vigueur en 2021. Les cérémonies de passage à l'âge adulte, connues sous le nom de seijin shiki, ont lieu le deuxième lundi de janvier. Lors de la cérémonie, tous les hommes et femmes participants sont amenés dans un bâtiment gouvernemental et écoutent de nombreux orateurs, comme une cérémonie de remise des diplômes. À la fin de la cérémonie, les représentants du gouvernement prononcent des discours et de petits cadeaux sont distribués aux nouveaux adultes.

### Corée
En Corée, les citoyens sont autorisés à se marier, voter, conduire, boire de l'alcool et fumer à 19 ans.[pas clair]
Le lundi de la troisième semaine de mai est le "jour du passage à l'âge adulte". Il y a eu une cérémonie traditionnelle de passage à l'âge adulte depuis avant la dynastie Goryeo, mais elle a pratiquement disparu. De manière traditionnelle, lorsque les garçons ou les filles avaient entre quinze et vingt ans, les garçons portaient du gat, un chapeau traditionnel coréen fait de bambou et de crin, et les filles se coiffaient en chignon avec du binyeo, une épingle à cheveux ornementale traditionnelle coréenne. Tous deux portaient des hanbok, qui sont parfois portés lors de la cérémonie de passage à l'âge adulte de nos jours.

### Amérique latine
Dans certains[Lequel ?]  pays d'Amérique latine, lorsqu'une femme atteint l'âge de 15 ans, ses proches organisent une fête très coûteuse. Il s'agit généralement d'une grande fête, appelée Quinceañera dans les pays hispanophones et Baile de Debutantes (également appelée Festa de 15 [anos], littéralement : Fête des 15 [ans]) au Brésil. L'âge légal de la majorité varie selon les pays.

### Papouasie Nouvelle Guinée
Kovave est une cérémonie pour initier les garçons de Papouasie-Nouvelle-Guinée à la société adulte. Il s'agit de s'habiller d'un chapeau conique qui a de longs brins de feuilles qui pendent du bord, jusqu'en dessous de la taille. Le nom Kovave est également utilisé pour décrire la coiffure.
La population mâle de la province autonome de Bougainville pratique quant à elle le Upe. Arrivés à la fin de l'adolescence, les hommes suivent pendant plus d'un an un enseignement des pratiques traditionnelles — dont la médecine, la chasse et la pêche, la culture de la terre et le chant — au cours duquel ils leur est interdit d'être vu par des femmes. Les adolescents pratiquant le Upe porte une coiffe traditionnelle faite de paille tressée. Par extension, le terme désigne aussi bien la coiffe que le rite et ses participants. Elle figure symboliquement sur le drapeau de Bougainville depuis la création de celui-ci en 1975,.

### Philippines
Aux Philippines, une célébration populaire de passage à l'âge adulte pour les femmes de 18 ans est la première. Il s'agit normalement d'une affaire formelle, avec un code vestimentaire strict tel qu'un manteau et une cravate pour les classes supérieures et moyennes supérieures, et a généralement un thème ou une palette de couleurs liée au code vestimentaire. La débutante choisit traditionnellement pour son entourage "18 Roses", qui sont 18 hommes ou garçons spéciaux dans la vie de la fille tels que petits amis, parents et frères, et "18 Candles", qui sont les homologues féminins des Roses. Chacun présente une rose ou une bougie puis prononce un petit discours sur la débutante. Les roses dansent parfois avec la débutante avant de présenter leur fleur et leur discours, la dernière étant son père ou son petit ami. D'autres variantes existent, telles que 18 trésors (de tout sexe; donne un cadeau au lieu d'une bougie ou d'une fleur) ou d'autres types de fleurs en dehors des roses offertes, mais la signification de «18» est presque toujours conservée.
Les hommes philippins, quant à eux, célèbrent leurs débuts le jour de leur 21e anniversaire. Il n'y a pas de programme traditionnel pour marquer cet événement et les célébrations diffèrent d'une famille à l'autre. Les hommes et les femmes peuvent choisir de ne pas faire de débuts du tout[réf. nécessaire].

### Roms
Dans la culture Rom, les hommes sont appelés Shave lorsqu'ils atteignent l'âge de 20 ans, et les femmes Sheya. Les hommes apprennent ensuite à conduire et à travailler dans le métier de leur famille, tandis que les femmes apprennent le métier des femmes.

### Scandinave et Slave
En Ukraine, en Pologne et dans les pays scandinaves, la majorité légale d'une personne est célébrée à 18 ou 21 ans.

### Afrique du Sud
En Afrique du Sud, les cérémonies de circoncision et de virilité Xhosa Ulwaluko et Sotho Lebollo la banna sont encore pratiquées par la majorité des hommes.

### Espagne
En Espagne au XIXe siècle, il y avait une majorité civile liée au service militaire obligatoire. Les quintos étaient les garçons du village qui avaient atteint l'âge d'éligibilité au service militaire (18 ans), formant ainsi la quinta d'un an. Dans l'Espagne rurale, le mili était la première et parfois la seule expérience de vie loin de la famille. Dans les jours précédant leur départ, les quintos frappaient à toutes les portes pour demander à boire et à manger. Ils organisaient un repas de fête commun avec ce qu'ils rassemblaient et peignaient parfois des graffitis indiquant " Vivan los quintos del año " en souvenir de leur départ de leur jeunesse. Des années plus tard, les quintos de la même année pouvaient encore organiser des repas annuels pour se souvenir des temps passés. À la fin du XXe siècle, l'exode rural, la diffusion des coutumes citadines et la perte de prestige du service militaire ont changé la pertinence des fêtes quintos. Dans certains endroits, la fête incluait les filles du village du même âge, devenant ainsi moins directement lié au service militaire. Dans d'autres, la tradition s'est tout simplement perdue.
En 2002, la conscription a été abolie en Espagne au profit d'une armée entièrement professionnelle. En conséquence, les quintos ont disparu à l'exception de quelques zones rurales où ils sont maintenue comme fêtes traditionnelles de passage à l'âge adulte sans autre conséquence.

### Viêt Nam
À l'époque féodale, la majorité était célébrée à 15 ans pour les nobles. De nos jours, l'âge est de 18 ans pour les garçons et les filles[réf. nécessaire].